# Perdiu chukar

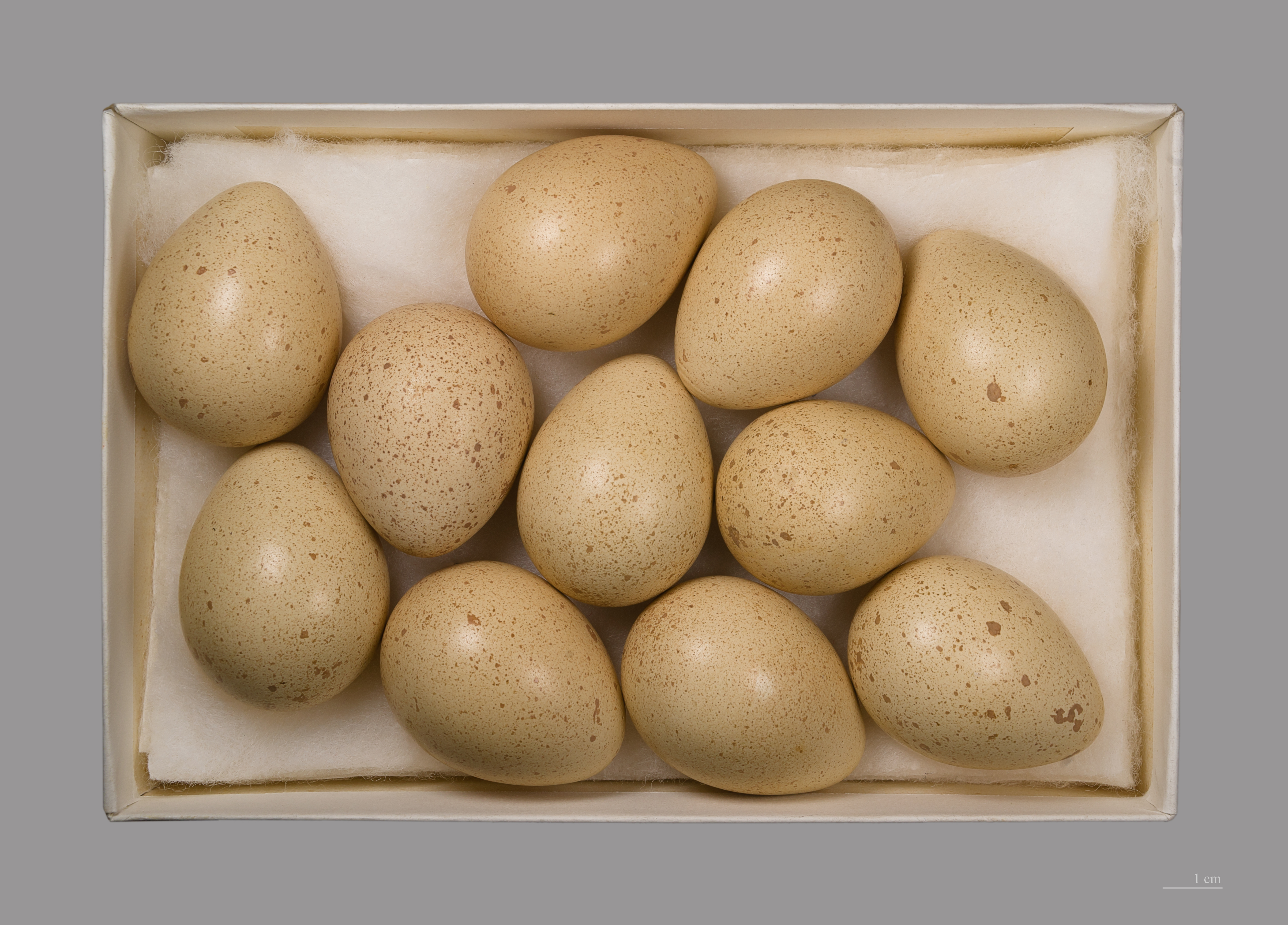
Alectoris chukar falki

La perdiu chukar (Alectoris chukar) és una espècie d'ocell de la família dels fasiànids que viu en zones amb herba o escassa vegetació de la zona paleàrtica, des del sud-est d'Europa fins a Mongòlia i el nord de la Xina.